# جاك أولسن
جاك أولسن (بالإنجليزية: Jack Olsen)‏‏ (7 يونيو 1925 في إنديانابوليس - 16 يوليو 2002 في بينبريج آيلاند) صحفي، وروائي من الولايات المتحدة.

## الجوائز
- جائزة إدغار

## روابط خارجية
- جاك أولسن على موقع IMDb (الإنجليزية)
- جاك أولسن على موقع الموسوعة البريطانية (الإنجليزية)